# Bergverlag Rother
Bergverlag Rother, anciennement Bergverlag Rudolf Rother, est une maison d'édition allemande fondée en 1920 à Munich et dont le siège est situé à Oberhaching en Bavière. Elle publie depuis 1950 l'Alpenvereinsführer (littéralement « Guide du club alpin ») en coopération avec le Club alpin allemand, le Club alpin autrichien et le Club alpin sud-tyrolien.